# Pothyne malaccensis
Pothyne malaccensis là một loài bọ cánh cứng trong họ Cerambycidae.